# Латрус, Лила
Лила Латрус (араб. ليلى العتروس‎; род. 15 июля 1979) — алжирская дзюдоистка, представительница лёгкой весовой категории. Выступала за национальную сборную Алжира по дзюдо в период 1998—2009 годов, четырёхкратная чемпионка Африки, чемпионка Всеафриканских игр, обладательница бронзовой медали Средиземноморских игр, участница двух летних Олимпийских игр.

## Биография
Лила Латрус родилась 15 июля 1979 года.
Дебютировала в дзюдо на взрослом международном уровне в сезоне 1998 года, когда впервые вошла в основной состав алжирской национальной сборной и выступила на этапе Кубка мира в Париже.
В 2000 году была седьмой на домашнем чемпионате Африки в Алжире.
В 2003 году выиграла серебряную медаль на международном турнире в Тунисе, отметилась выступлением на чемпионате мира в Осаке, где в зачёте лёгкой весовой категории смогла дойти до стадии 1/16 финала.
На африканском первенстве 2004 года в Тунисе одолела всех своих соперниц по турнирной сетке и тем самым завоевала золотую медаль. Благодаря череде удачных выступлений удостоилась права защищать честь страны на летних Олимпийских играх в Афинах, однако уже в стартовом поединке категории до 57 кг потерпела поражение от китаянки Лю Юйсян и сразу же выбыла из борьбы за медали.
В 2005 году одержала победу на чемпионате Африки в Порт-Элизабете, боролась на мировом первенстве в Каире, где была побеждена немкой Ивонн Бёниш и россиянкой Ольгой Сониной.
В 2006 году победила на международном турнире в Тунисе, стала бронзовой призёркой на студенческом чемпионате мира в Сувоне.
На домашних Всеафриканских играх 2007 года в Алжире заняла первое место в лёгком весе. Помимо этого, победила на международных турнирах в Корридонии и Тунисе, взяла бронзу на турнире в Марселе. Участвовала в чемпионате мира в Рио-де-Жанейро.
В 2008 году победила на чемпионате Африки в Агадире и благополучно прошла отбор на Олимпийские игры в Пекине. На сей раз в категории до 57 кг провела два поединка: сначала проиграла китаянке Сюй Янь, затем уступила представительнице Финляндии Нине Койвумяки.
После пекинской Олимпиады Латрус ещё в течение некоторого времени оставалась в составе дзюдоистской команды Алжира и продолжала принимать участие в крупнейших международных турнирах. Так, в 2009 году она победила на африканском первенстве в Маврикии, став таким образом четырёхкратной чемпионкой Африки по дзюдо, и побывала на Средиземноморских играх в Пескаре, откуда привезла награду бронзового достоинства, выигранную в зачёте лёгкой весовой категории. Выступила и на мировом первенстве в Роттердаме, но здесь попасть в число призёров не смогла. Вскоре по окончании этих соревнований приняла решение завершить спортивную карьеру.